# Manuel Hurtado y García
Manuel Hurtado y García (Arenas del Rey, 25 marzo 1896 – Tarazona, 12 gennaio 1966) è stato un vescovo cattolico spagnolo.

## Biografia
Studiò nel seminario diocesano e presso la pontificia università di Granada: fu ordinato prete nel 1919 e  fu docente in seminario, di cui fu anche prefetto di disciplina.
Dal 1922 fu curato economo della parrocchia del Sagrario e dal 1924 parroco di Santa Maria Maddalena a Granada.
Aprì scuole di catechismo in cui radunò oltre 500 fanciulli: per garantire continuità a tale opera, avviò le sue collaboratrici alla vita religiosa riunendole nella congregazione delle Ancelle del Vangelo.
Nel 1943 fu eletto vescovo di Bilta in partibus e ausiliare di Granada; fu trasferito alla sede residenziale di Tarazona nel 1947.

## Genealogia episcopale
La genealogia episcopale è:
- Cardinale Scipione Rebiba
- Cardinale Giulio Antonio Santori
- Cardinale Girolamo Bernerio, O.P.
- Arcivescovo Galeazzo Sanvitale
- Cardinale Ludovico Ludovisi
- Cardinale Luigi Caetani
- Cardinale Ulderico Carpegna
- Cardinale Paluzzo Paluzzi Altieri degli Albertoni
- Papa Benedetto XIII
- Papa Benedetto XIV
- Cardinale Enrico Enriquez
- Cardinale Francisco de Solís Folch de Cardona
- Vescovo Agustín Ayestarán Landa
- Arcivescovo Romualdo Antonio Mon y Velarde
- Cardinale Francisco Javier de Cienfuegos y Jovellanos
- Cardinale Cirilo de Alameda y Brea, O.F.M.
- Cardinale Juan de la Cruz Ignacio Moreno y Maisanove
- Arcivescovo Victoriano Guisasola y Rodríguez
- Cardinale José María Cos y Macho
- Arcivescovo Julián de Diego y García Alcolea
- Cardinale Agustín Parrado y García
- Vescovo Manuel Hurtado y García